# Teatro Florencio Parravicini
El Teatro Florencio Parravicini fue una sala cinematográfica y teatral de San Miguel de Tucumán, Tucumán, Argentina. El edificio se ubicaba en 24 de septiembre 586, habiendo sido inaugurado en 1923 y desapareciendo en 2018 tras el derrumbe del edificio. Anterior a su derrumbe, se lo había declarado Componente del Patrimonio Arquitectónico de la Municipalidad.

## Historia
El edificio fue abierto por primera vez el 5 de julio de 1923 como Cine Grand Splendid Theatre por los empresarios Luis Casanova, Agustín Tortajada, Eduardo Esteban Arnau Sáenz y Antonio Amorós. Este proyecto fue obra del arquitecto Víctor Abate, siendo construido por Eduardo Lestón en estilo Art Nouveau. El cine contaba con plateas, un foso para orquestas, tertulias, palcos y una confitería en la planta superior. 
En 1930 se inauguró el sistema de filme sonoro y en 1936 se creó la Compañía Cinematográfica del Norte, quien administró el cine hasta 1970; excepto en los años 40 cuando Aconquija S.R.L. compró la sala cinematográfica. El 31 de diciembre de 1970 el cine cerró a causa del declive de audiencia en el lugar. Pero el 23 de julio de 1971 fue reabierto como sala teatral y de cine por Juan Carlos Griuffré tras adquirir el sitio. Así el espacio cultural fue renombrado como Teatro Florencio Parravicini en honor al actor argentino. 
En la semana se proyectaban películas y los fines de semana se realizaban obras de teatro y, tras el fallecimiento de Griuffré, se mostraban filmes de contenido erótico. En 1995 el cine cerró de forma definitiva, para convertirse en restaurante chino en 1998. El comedor de comida asiática fue clausurado en 2001 por condiciones higiénicas perjudiciales. En 2013 el sitio fue rehabilitado como café y bowling, aunque cesó actividades en 2017. 
En 2018 se estaba realizando una remodelación en el ex-cine Parravicini para construir una playa de estacionamiento cuando, el 23 de mayo del mismo año, la estructura del edificio colapsó y se desplomó. El derrumbe ocasionó el fallecimiento de tres personas y la posterior demolición completa del edificio. Asimismo, se propuso reconstruir el edificio del teatro Parravicini sin éxito. 